# Il mandolino del capitano Corelli (romanzo)
Il mandolino del capitano Corelli (Captain Corelli's Mandolin) è un romanzo del 1993 scritto da Louis de Bernières che si svolge sull'isola di Cefalonia (Kefalonia) durante l'occupazione italiana e tedesca della seconda guerra mondiale. 
I personaggi principali sono Antonio Corelli, un capitano italiano della 33ª Divisione fanteria "Acqui", e Pelagia, la figlia del medico locale, il dottor Iannis. Evento topico all'interno del romanzo è l'eccidio di Cefalonia, il massacro delle truppe italiane di stanza sull'isola da parte dei tedeschi nel settembre del 1943.
De Bernières ha negato che il romanzo fosse basato sulle vicende di Amos Pampaloni, allora capitano di artiglieria a Cefalonia. In un'intervista al giornale inglese Guardian nel 2000, Pampaloni espresse l'opinione che il romanzo fosse troppo critico nei confronti della resistenza greca. Pampaloni sopravvisse all'eccidio e combatté per 14 mesi con l'ELAS, l'esercito popolare di liberazione nella Guerra civile greca.
La trama del romanzo di de Bernières è stata inoltre paragonata a quella della Bandiera bianca a Cefalonia di Marcello Venturi, apparso nel 1963.

## Trama
Nell'isola di Cefalonia la vita scorre tranquilla.
Il medico del villaggio, Iannis, ha una figlia che si chiama Pelagia. Il dottore tenta di scrivere la storia dell'Isola ma si trova in difficoltà perché ci sono state tante invasioni ed è difficile descrivere lo spirito Greco.
Dopo l'entrata in guerra dell'Italia nel 1940 a fianco della Germania, Mussolini decise di condurre una "guerra parallela" per non restare indietro di fronte alle vittorie conseguite dalla Wehrmacht. In particolare decise di invadere la Grecia, per cercare di affermare i Balcani come sfera di influenza italiana.
Un soldato italiano omosessuale che si chiama Carlo va in guerra contro la Grecia ma non è troppo convinto.
Pelagia si innamora di Mandras. Lui le chiede di sposarla e lei accetta.  Lui parte per la guerra per dimostrare il suo valore.
Carlo si innamora di Francesco, un compagni di battaglia. Insieme vanno in missione.
La spedizione in Grecia tuttavia non ebbe l'esito previsto, e le operazioni presto si arenarono. L'esercito greco, più determinato, avvantaggiato dal terreno e dalla conoscenza dei luoghi, e appoggiato dall'aviazione britannica, riuscì anche a respingere profondamente le truppe italiane in territorio albanese.
Francesco muore in battaglia e Carlo lo assiste.
Mandras torna dalla guerra ma é ferito, Pelagia lo cura ma sembra impazzito.
Nella primavera del 1941 grazie all'intervento tedesco che fece collassare le difese elleniche, gli uomini del generale Papagos furono costretti alla resa. La Grecia fu così sottoposta a occupazione, spartizione e controllo bipartito italotedesco. L'Italia ebbe il controllo delle Isole Ionie, inclusa Cefalonia, occupata dai paracadutisti italiani il 30 aprile 1941, ma guarnigioni tedesche erano dislocate in punti strategici a rinforzo dello schieramento italiano.
Il Capitano Corelli va a vivere a casa del medico e di Pelagia. É appassionato di musica. Cerca di essere il più possibile gentile e rispettoso.
Mandras parte con i partigiani per ribellarsi agli invasori ma poi si unisce a un gruppo che combatte gli inglesi e gli altri gruppi di Greci.
Corelli si innamora di Pelagia.
Col passare del tempo, tuttavia, i greci iniziano a stringere un rapporto sempre più stretto con gli italiani, che sentono vicini per usi e cultura e non si abbandonano, come inizialmente tutti pensavano, a saccheggi e prepotenze, ma rispettano la popolazione locale e i suoi costumi. La stessa Pelagia infine cede all'amore nei confronti del Capitano Corelli, ottenendo la benedizione del padre Iannis.
All’indomani dell’armistizio dell’8 settembre 1943, la Germania chiede che gli ex alleati italiani consegnino le armi come condizione per il loro rimpatrio. La divisione Acqui di stanza nell’isola di Cefalonia nel mar Ionio, rifiuta di cedere le armi ai tedeschi.
Nessun accordo viene trovato, e arriva lo scontro. È l’inizio di una disperata battaglia dall’esito già segnato. Le truppe tedesche, grazie ai rinforzi giunti dall’entroterra e soprattutto grazie all’appoggio aereo, hanno la meglio sui soldati italiani dopo circa una settimana di combattimenti. Gli stuka tedeschi devastano la difesa italiana.
Corelli e i suoi combattono coraggiosamente ma vengono circondati e portati in un campo isolato, e fucilati. Grazie al suo amico Carlo, che gli fa da scudo, Corelli si salva. Trovato da Mandras sul luogo della fucilazione, verrà portato in casa di Pelagia e lì curato: sarà proprio con le corde del suo amato mandolino che il Dr. Iannis, dietro le suppliche di Pelagia, ricucirà le ferite del militare, mentre Carlo viene sepolto in giardino.
Per ordine diretto di Hitler, i tedeschi non fanno prigionieri. Vengono massacrati e nelle fosse comuni circa 5.000 uomini. I pochi superstiti sono portati nei campi di prigionia in Germania.
Poiché i tedeschi scatenano perquisizioni per trovare gli ultimi italiani nascosti, Corelli parte per l'Italia con l'aiuto dei partigiani greci e dà il suo addio a Pelagia, promettendo di tornare. Mandras torna per vendicarsi di Pelagia che non lo ama più, ma lei gli spara e sua madre lo scaccia, allora si pente di essersi lasciato corrompere dalla guerra e si butta in mare.
A guerra finita, Pelagia ha intrapreso la carriera di medico seguendo le orme di suo padre, adotta una bambina abbandonata e la chiama Antonia. Un terribile terremoto devasta l'isola di Cefalonia. La casa di Pellagia crolla e Iannis muore sotto le macerie. Pellagia si sente in colpa per non aver salvato il padre, si riprende scrivendo lei la storia di Cefalonia che il padre aveva iniziato. Antonia cresce, si innamora e si sposa, cresce libera e segue le correnti moderne. Dopo qualche anno Antonia ha un figlio e lo chiama Iannis. Iannis cresce e si appassiona di musica. La nonna gli parla del mandolino sepolto sotto la vecchia casa. Lo recuperano e Iannis impara a suonare. Pelagia è di nuovo oppressa dai ricordi. Il capitano Corelli torna a Cefalonia, dice a Pelagia che è passato ogni anno a vedere come stava. Pelagia è arrabbiata per un'assenza durata una vita, ma poi Antonio si fa perdonare con i ricordi di una vita passata e facendo ascoltare a Pellagia la musica che aveva composto per lei.

## Cinema
Dal romanzo è stato tratto nel 2001 il film omonimo, diretto da John Madden, con Nicolas Cage, Penélope Cruz, John Hurt e Christian Bale.

## Libro illustrato (fumetto)
Nel 2025, le edizioni CYRESSA hanno annunciato l'uscita de "Il mandolino del Capitano Corelli", un adattamento a fumetti del romanzo bestseller di Louis de Bernières, prodotto da Arnaud Ribadeau Dumas. Con illustrazioni dettagliate che ritraggono i paesaggi di Cefalonia, questo adattamento grafico offre un nuovo modo di scoprire questa storia d'amore senza tempo e i suoi dilemmi. Questa collaborazione unica tra Louis de Bernières e Arnaud Ribadeau Dumas combina il potente stile letterario dell'autore con il talento narrativo e grafico dell'illustratore francese.